# Distrito de Brioude
El distrito de Brioude es un distrito (en francés arrondissement) de Francia, que se localiza en el departamento de Alto Loira (en francés Haute-Loire), de la región de Auvernia. Cuenta con 10 cantones y 115 comunas.

## División territorial

### Cantones
Los cantones del distrito de Brioude son:
1. Cantón de Auzon
2. Cantón de Blesle
3. Cantón de Brioude-Norte
4. Cantón de Brioude-Sur
5. Cantón de La Chaise-Dieu
6. Cantón de Langeac
7. Cantón de Lavoûte-Chilhac
8. Cantón de Paulhaguet
9. Cantón de Pinols
10. Cantón de Saugues

### Comunas
| 1. Agnat (43001)                     | 2. Ally (43006)                      | 3. Arlet (43009)                         | 4. Aubazat (43011)                  |
| 5. Autrac (43014)                    | 6. Auvers (43015)                    | 7. Auzon (43016)                         | 8. Azérat (43017)                   |
| 9. Beaumont (43022)                  | 10. Berbezit (43027)                 | 11. La Besseyre-Saint-Mary (43029)       | 12. Blassac (43031)                 |
| 13. Blesle (43033)                   | 14. Bonneval (43035)                 | 15. Bournoncle-Saint-Pierre (43038)      | 16. Brioude (43040)                 |
| 17. Cerzat (43044)                   | 18. La Chaise-Dieu (43048)           | 19. Chambezon (43050)                    | 20. Champagnac-le-Vieux (43052)     |
| 21. Chaniat (43055)                  | 22. Chanteuges (43056)               | 23. La Chapelle-Geneste (43059)          | 24. Charraix (43060)                |
| 25. Chassagnes (43063)               | 26. Chassignolles (43064)            | 27. Chastel (43065)                      | 28. Chavaniac-Lafayette (43067)     |
| 29. Chazelles (43068)                | 30. Chilhac (43070)                  | 31. La Chomette (43072)                  | 32. Cistrières (43073)              |
| 33. Cohade (43074)                   | 34. Collat (43075)                   | 35. Connangles (43076)                   | 36. Couteuges (43079)               |
| 37. Cronce (43082)                   | 38. Desges (43085)                   | 39. Domeyrat (43086)                     | 40. Espalem (43088)                 |
| 41. Ferrussac (43094)                | 42. Fontannes (43096)                | 43. Frugerès-les-Mines (43099)           | 44. Frugières-le-Pin (43100)        |
| 45. Félines (43093)                  | 46. Grenier-Montgon (43103)          | 47. Javaugues (43105)                    | 48. Jax (43106)                     |
| 49. Josat (43107)                    | 50. Lamothe (43110)                  | 51. Langeac (43112)                      | 52. Laval-sur-Doulon (43116)        |
| 53. Lavaudieu (43117)                | 54. Lavoûte-Chilhac (43118)          | 55. Lempdes-sur-Allagnon (43120)         | 56. Lorlanges (43123)               |
| 57. Lubilhac (43125)                 | 58. Léotoing (43121)                 | 59. Malvières (43128)                    | 60. Mazerat-Aurouze (43131)         |
| 61. Mazeyrat-d'Allier (43132)        | 62. Mercoeur (43133)                 | 63. Montclard (43139)                    | 64. Paulhac (43147)                 |
| 65. Paulhaguet (43148)               | 66. Pinols (43151)                   | 67. Prades (43155)                       | 68. Pébrac (43149)                  |
| 69. Saint-Arcons-d'Allier (43167)    | 70. Saint-Austremoine (43169)        | 71. Saint-Beauzire (43170)               | 72. Saint-Bérain (43171)            |
| 73. Saint-Cirgues (43175)            | 74. Saint-Didier-sur-Doulon (43178)  | 75. Saint-Georges-d'Aurac (43188)        | 76. Saint-Géron (43191)             |
| 77. Saint-Hilaire (43193)            | 78. Saint-Ilpize (43195)             | 79. Saint-Julien-des-Chazes (43202)      | 80. Saint-Just-près-Brioude (43206) |
| 81. Saint-Laurent-Chabreuges (43207) | 82. Saint-Pal-de-Senouire (43214)    | 83. Saint-Privat-du-Dragon (43222)       | 84. Saint-Préjet-Armandon (43219)   |
| 85. Saint-Vert (43226)               | 86. Saint-Étienne-sur-Blesle (43182) | 87. Sainte-Eugénie-de-Villeneuve (43183) | 88. Sainte-Florine (43185)          |
| 89. Sainte-Marguerite (43208)        | 90. Salzuit (43232)                  | 91. Sembadel (43237)                     | 92. Siaugues-Sainte-Marie (43239)   |
| 93. Tailhac (43242)                  | 94. Torsiac (43247)                  | 95. Vals-le-Chastel (43250)              | 96. Vergongheon (43258)             |
| 97. Vieille-Brioude (43262)          | 98. Villeneuve-d'Allier (43264)      | 99. Vissac-Auteyrac (43013)              | 100. Vézézoux (43261)               |